# Torralba del Río
Torralba del Río – gmina w Hiszpanii, w Nawarze, o powierzchni 17,96 km². W 2011 roku gmina liczyła 132 mieszkańców.